# Réplica

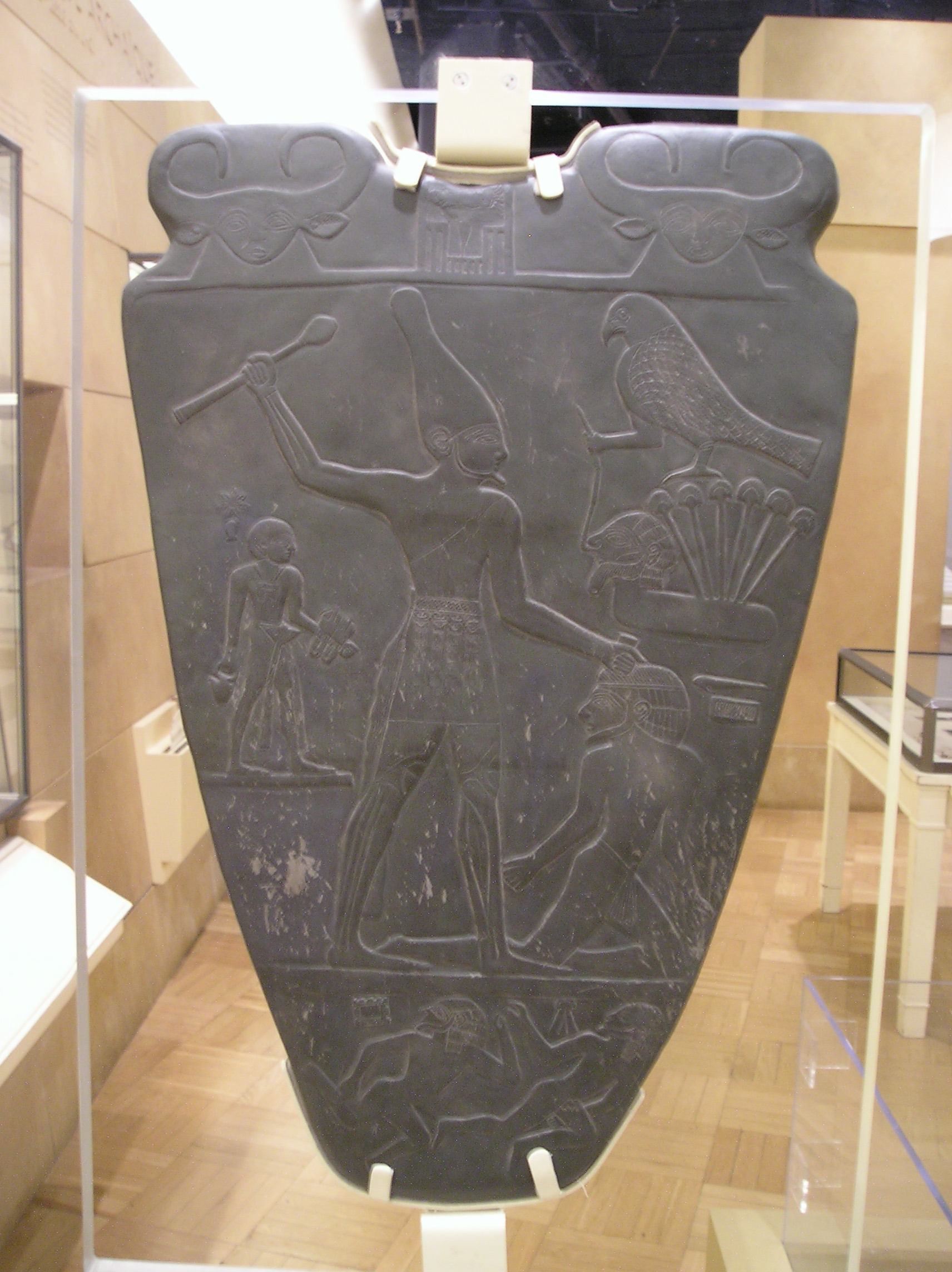
Réplica de la Paleta de Narmer, expuesta en el Museo Real de Ontario.

Una réplica es una obra artística que reproduce la original con exactitud. Las réplicas se utilizan con propósitos didácticos en los museos para reemplazar obras que por su fragilidad, posible deterioro u otras razones, no pueden ser expuestas. Las réplicas ofrecen una gran oportunidad para difundir el arte, acercando al público copias idénticas a las originales, obras que por diversas razones están reservadas a un círculo reducido de especialistas. Para la elaboración de las réplicas se recurre a expertos de diferentes especialidades, y se utilizan complejas tecnologías, como los rayos X, el láser o la informática.

## Réplicas ilegales

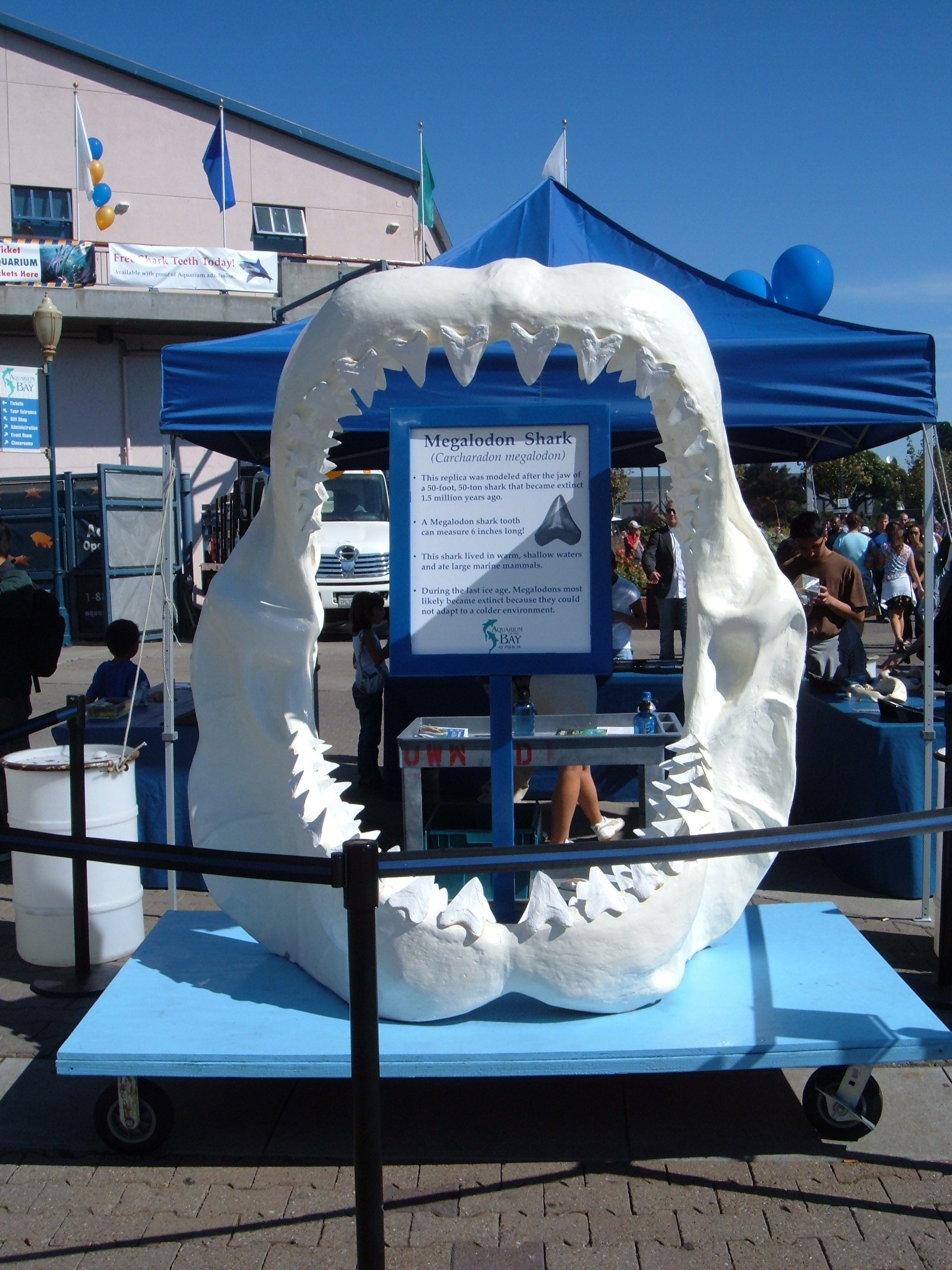
Réplica de una mandíbula de Megalodón del Acuario de la Bahía expuesta al público en el exterior del acuario durante la Semana de la Flota 2006 en San Francisco.

Las réplicas ilegales se denominan falsificaciones y se realizan con fines lucrativos; hay réplicas ilegales de obras de arte, especialmente a partir del siglo XX, como las de Picasso o Matisse. Las falsificaciones de billetes, monedas o documentos oficiales, de las que hay evidencias históricas desde el siglo XII en China, son también otro tipo de falsificaciones.
Las réplicas, falsificaciones, imitaciones o copias ilegales en sus diferentes acepciones se han dejado de elaborar de manera artesanal para pasar a una producción industrial, más acorde con la sociedad de consumo: imitaciones de relojes, zapatillas, o cualquier otro complemento de marcas de lujo son los artículos más demandados y copiados.